# Amerikaanse ratelpopulier
De Amerikaanse ratelpopulier (Populus tremuloides) is een plant uit de wilgenfamilie (Salicaceae). Het is een loofboom die van nature voorkomt in de koelere regionen van Noord-Amerika. De bomen kunnen hoogtes bereiken van 25 meter. De schors is bleek van kleur met zwarte littekens. De glanzende groene bijna ronde bladeren, worden goudgeel tot geel, zelden rood, in de herfst. De soort plant zich vaak voort door vanuit zijn wortels nieuw opschot te vormen. 
De bloemen van de Amerikaanse ratelpopulieren zijn katjes van ongeveer 4 à 6 cm. Zij komen in de vroege lente, nog voor de bladeren, tevoorschijn. De vrucht is een ongeveer 10 cm hangende reeks van 6 mm grote capsules. Elke capsule bevat ongeveer tien zaden ingebed in donzige pluisjes, wat de windverspreiding van de zaden helpt als ze in de vroege zomer rijp zijn. 

## Verspreiding
De Amerikaanse ratelpopulier groeit in een brede range van klimatologische omstandigheden. De gemiddelde temperaturen in januari en juli variëren van -30 °C en 16 °C in centraal Alaska en tussen -3 °C en 23 °C in Fort Wayne (Indiana). De gemiddelde jaarlijkse neerslag varieert van 1020 mm in Gander in de provincie Newfoundland en Labrador tot slechts 180 mm in centraal Alaska. De zuidelijke grens van het verspreidingsgebied volgt ruwweg de 24 °C gemiddelde juli isotherm.
Struikachtige vormen van de Amerikaanse ratelpopulier kunnen worden aangetroffen in marginale gebieden die te koud en droog zijn om ze te laten uitgroeien tot grote bomen, bijvoorbeeld op de berghellingen van de White Mountains in Californië.

## Achteruitgang
Vanaf 1996 merkten Noord-Amerikaanse wetenschappers een toename op van dode of stervende ratelpopulieren. Naarmate dit in 2004 versnelde begon ook de noodzaak voor nader onderzoek naar de oorzaak. Deze is nog niet gevonden. Bomen kunnen naast elkaar wel of niet zijn getroffen. In andere gevallen zijn hele bosjes dood gegaan.

## Gebruik
De schors van de Amerikaanse ratelpopulier bevat een stof die door inheemse Noord-Amerikanen en Europese kolonisten werd gewonnen als een kinine substituut. Net als andere populieren maakt ook de Amerikaanse ratelpopulier slecht brandhout, omdat het langzaam droogt, snel rot en niet veel warmte afgeeft. Toch wordt het nog steeds veel gebruikt op campings, omdat het goedkoop en overvloedig aanwezig is. Pioniers in het Noord-Amerikaanse westen gebruikten het hout om blokhutten te maken. Het hout is licht in gewicht en wordt gebruikt voor meubels, dozen en kratten, kernmateriaal in multiplex en wandpanelen. In Canada wordt het hout voornamelijk gebruikt voor de papierindustrie voor zowel boeken, krantenpapier als fijn drukpapier. 

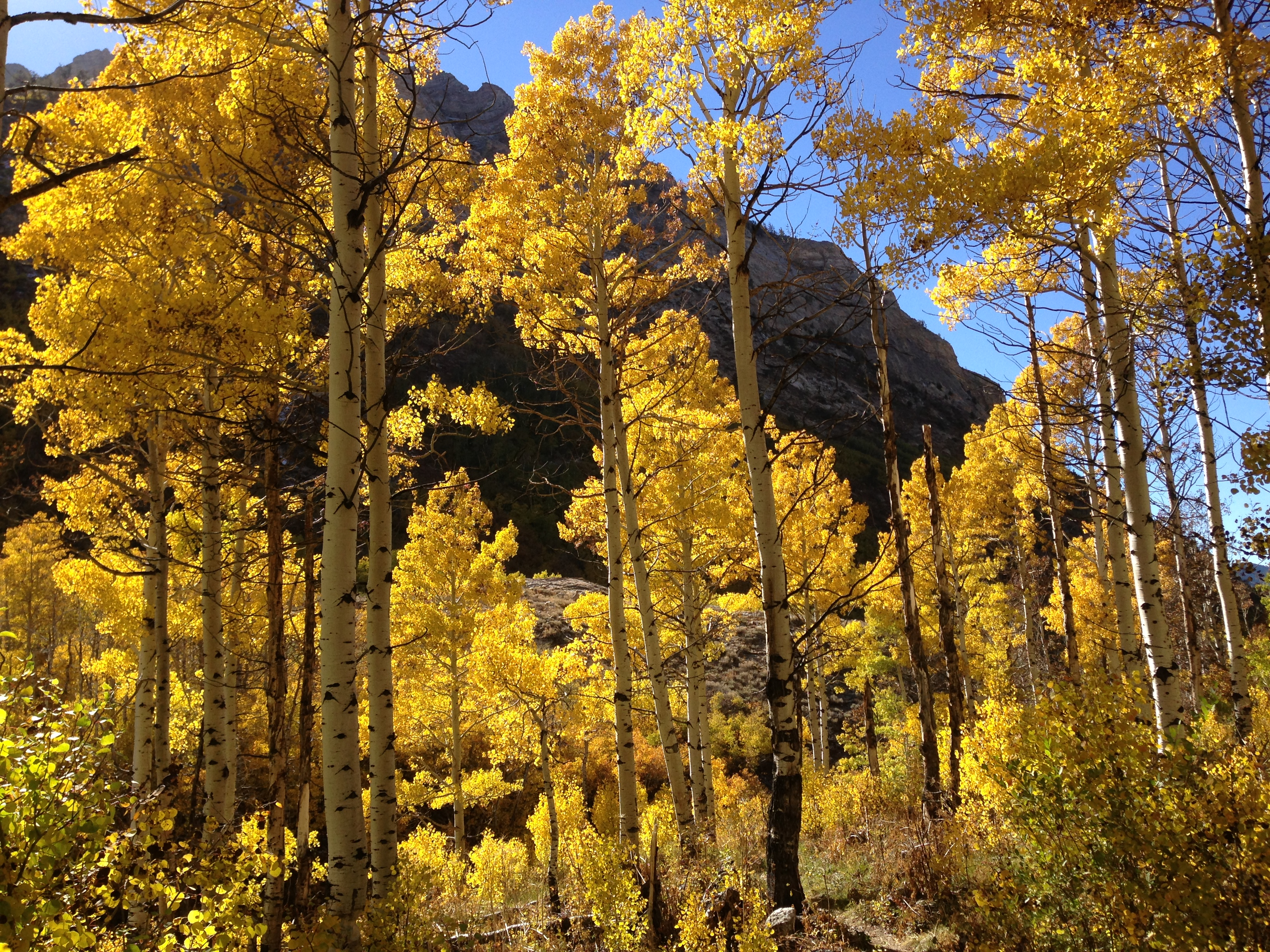
Amerikaanse ratelpoplier in Nevada
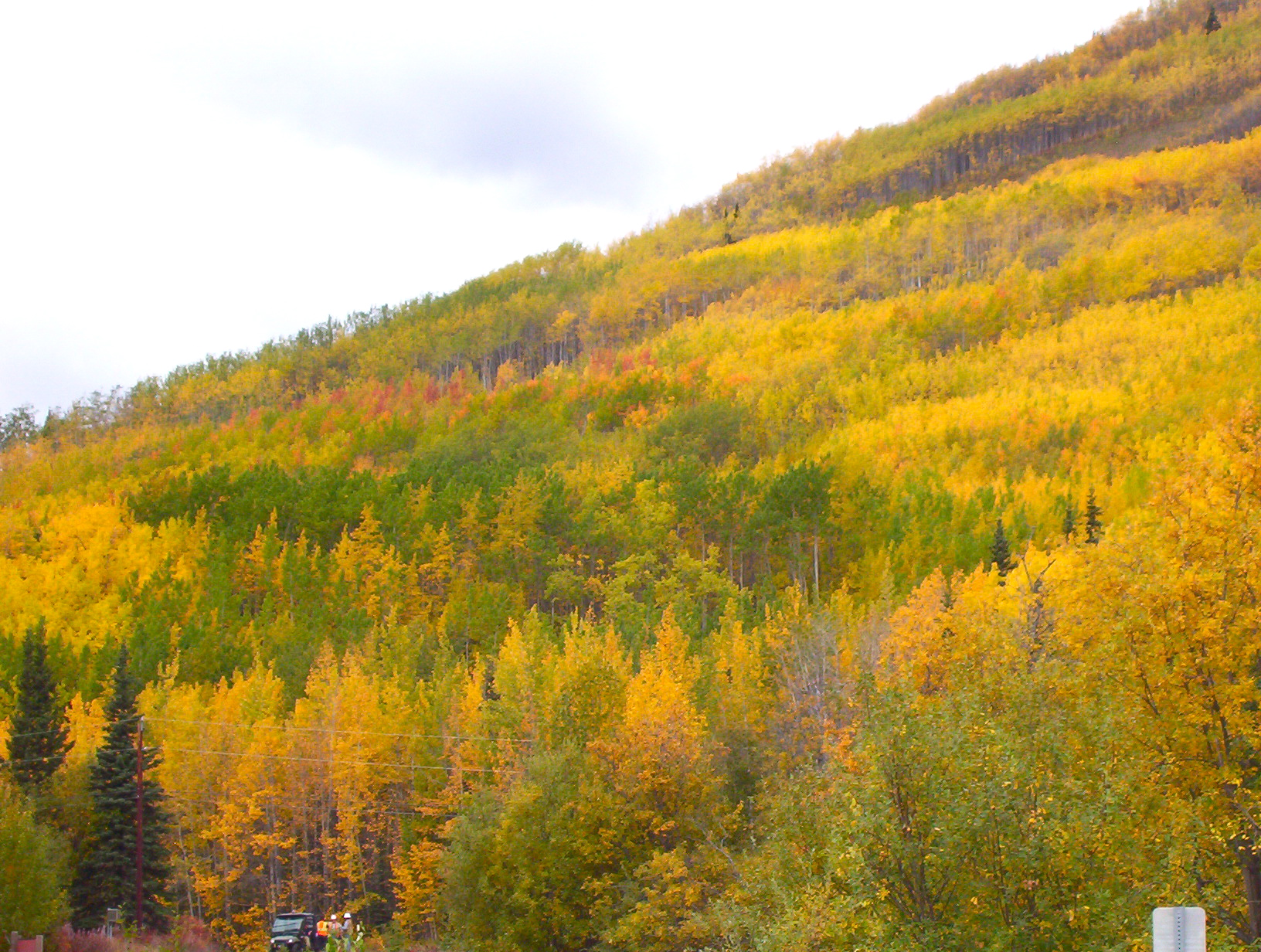
Individuele klonen kunnen in de herfst ontdekt worden zoals te zien is op deze berghelling in Alaska
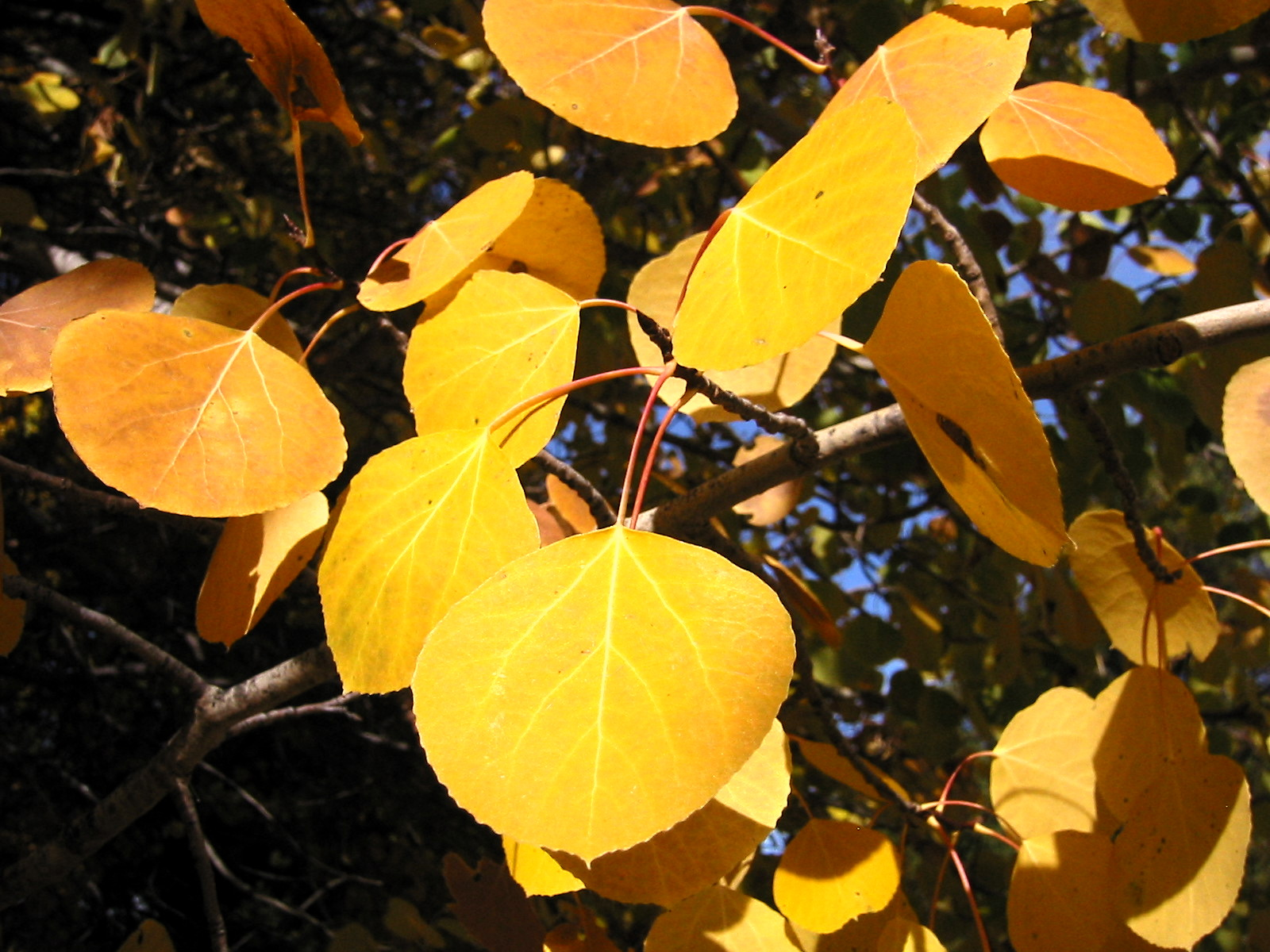
Typisch geel herfstgebladerte
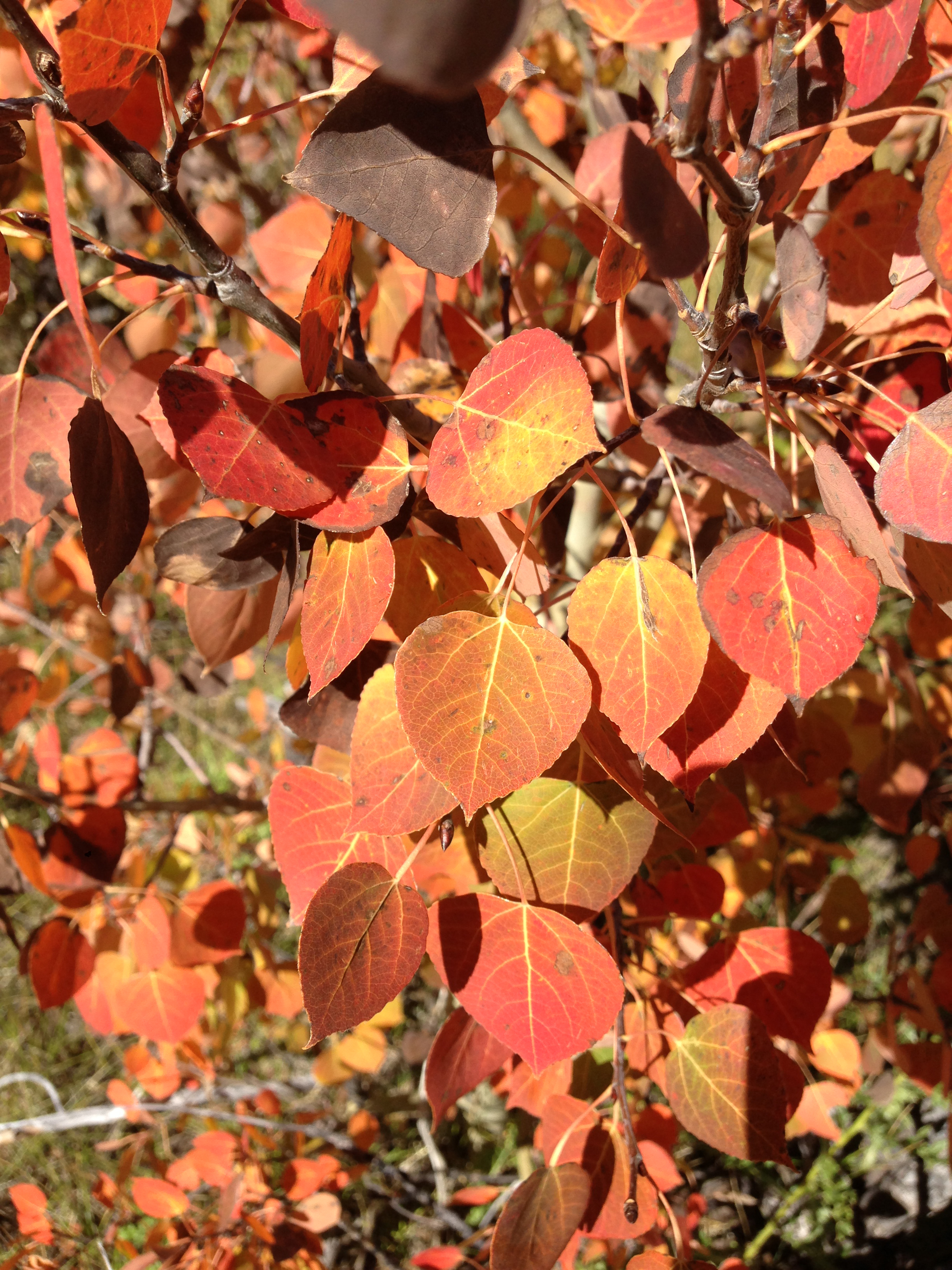
Atypisch oranje en rood herfstgebladerte
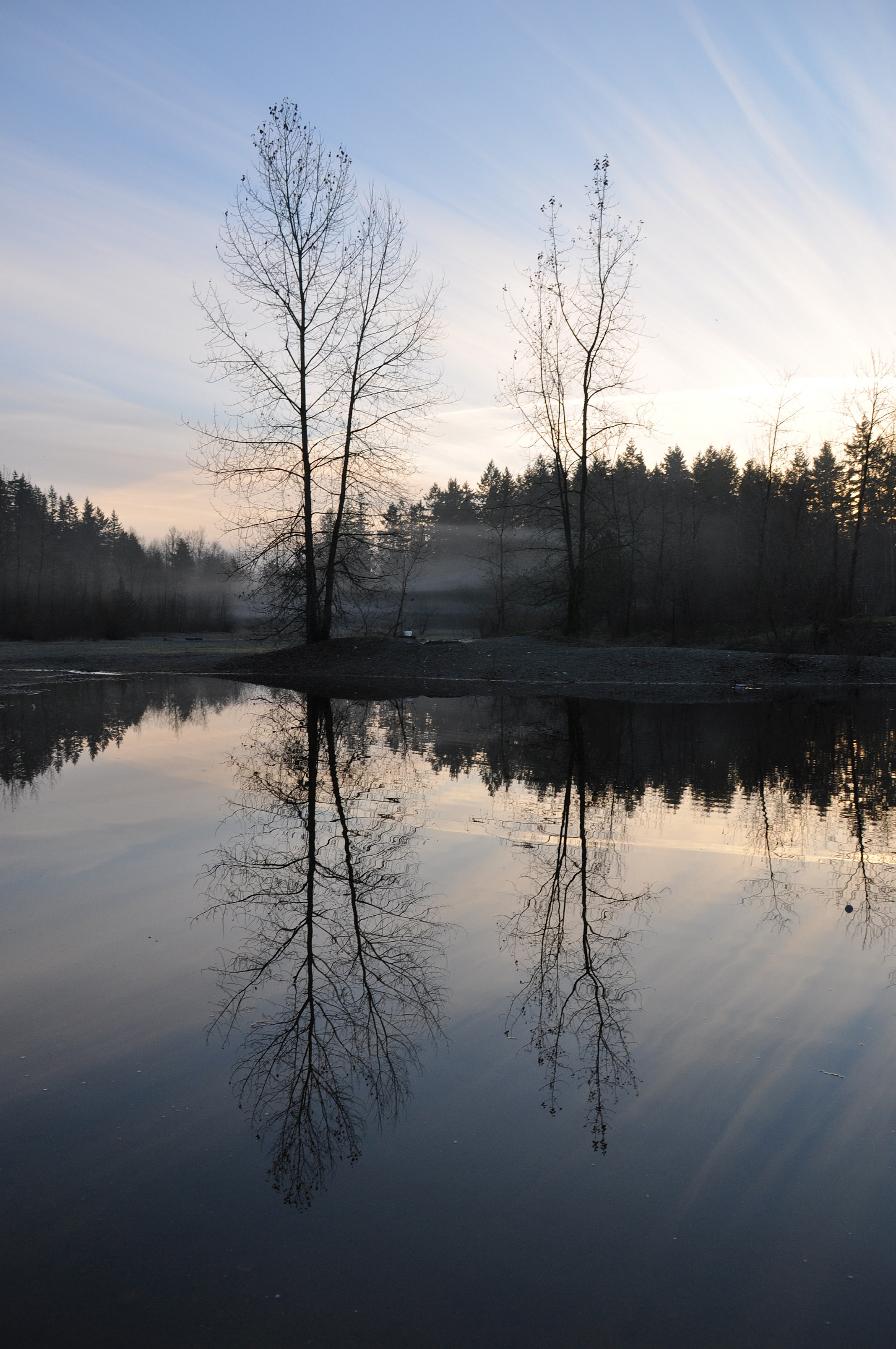
Amerikaanse ratelpopulier bij zonsondergang
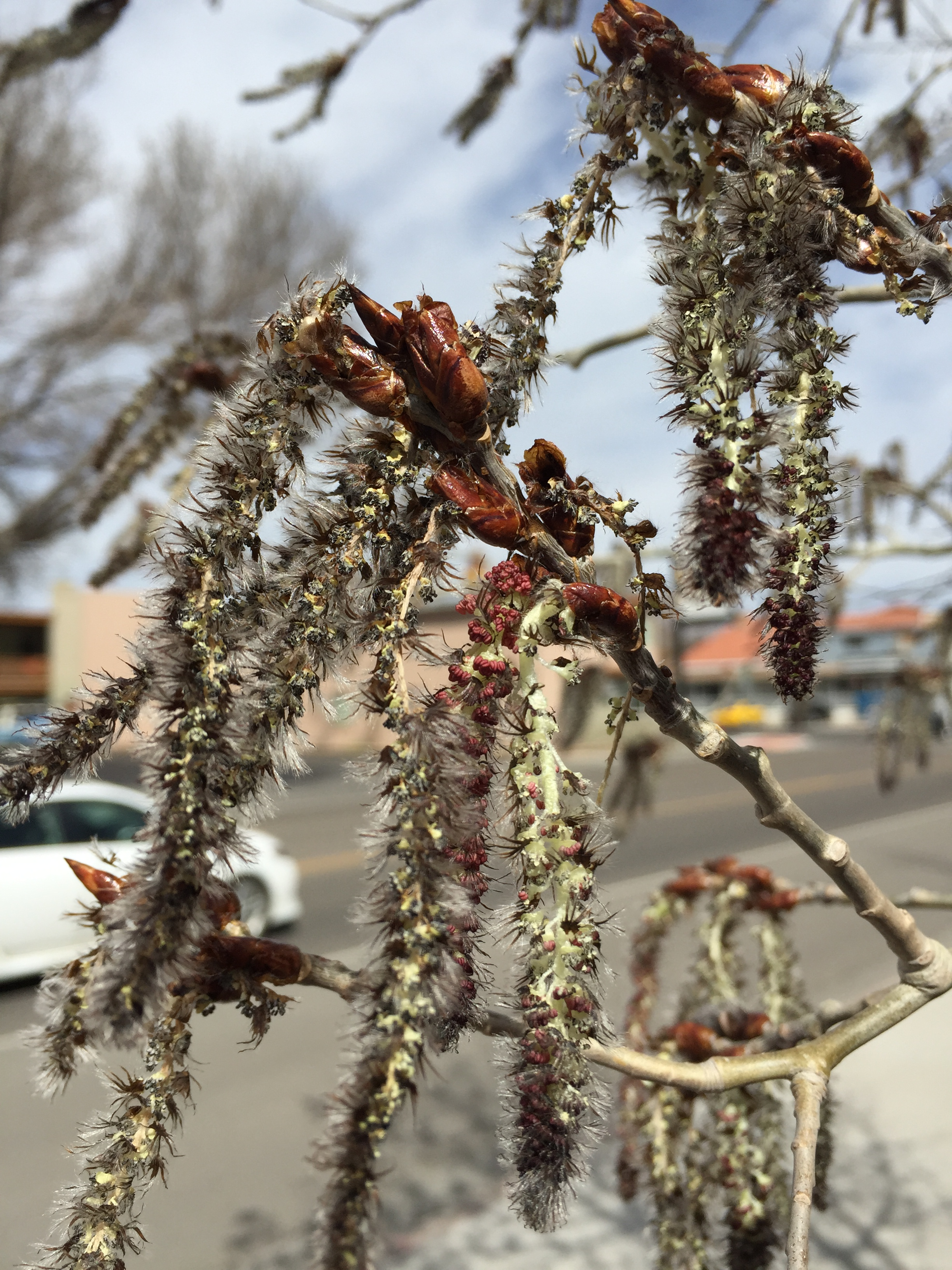
Katjes in het voorjaar

... ·  
P. ×acuminata · 
P. adenopoda · 
P. afghanica · 
P. alba (Witte abeel) · 
P. angustifolia (Smalbladige populier) · 
P. balsamifera (Ontariopopulier) · 
P. ×berolinensis (Siberische balsempopulier) · 
P. ×canadensis (Canadapopulier) · 
P. candicans · 
P. ×canescens (Grauwe abeel) · 
P. cathayana · 
P. davidiana · 
P. deltoides (Amerikaanse populier) · 
P. euphratica · 
P. fremontii · 
P.  grandidentata (Grofgetande populier) · 
P. guzmanantlensis ·  
P. heterophylla (Hartbladige populier) · 
P. ilicifolia · 
P. ×interamericana (Zwarte balsemhybride) · 
P. ×jackii · 
P. koreana · 
P.  lasiocarpa (Ruwe populier) · 
P. laurifolia (Laurierpopulier) · 
P. maximowiczii (Koreaanse balsempopulier) · 
P. mexicana · 
P. nigra (Zwarte populier) · 
P. nigra var. italica (Italiaanse populier) · 
P. rotundifolia · 
P. sieboldii · 
P. simonii (Chinese balsempopulier) · 
P. suaveolens · 
P. szechuanica · 
P. ×tomentosa ·  
P. tremula (Ratelpopulier) · 
P. tremuloides (Amerikaanse ratelpopulier) · 
P. trichocarpa (Zwarte balsempopulier) · 
P. tristis · 
P. wilsonii (Wilsonpopulier) · 
P. yunnanensis · 
...